# Rudolf Philippi (Politiker)

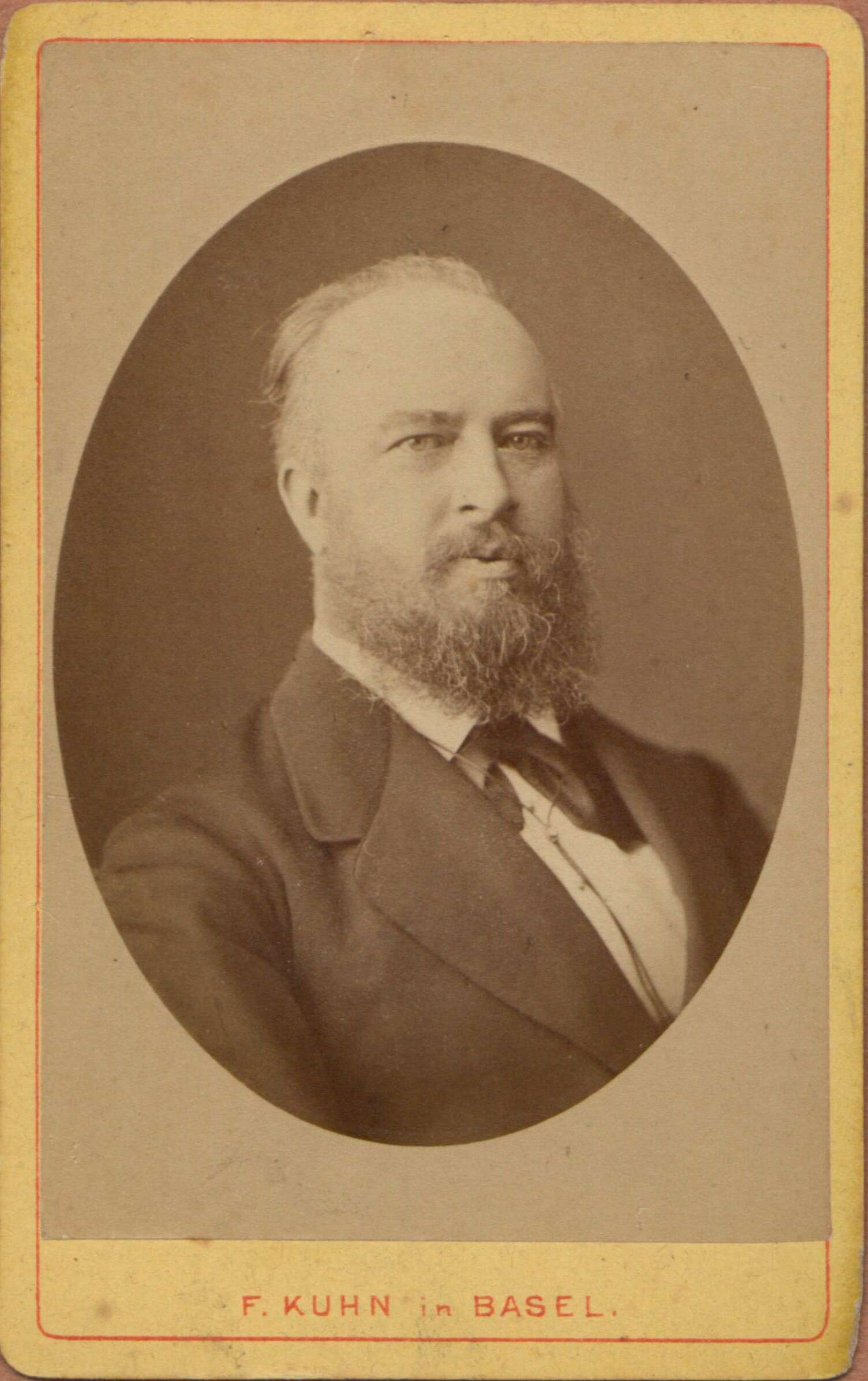
Rudolf Philippi (zwischen 1883 und 1903)

Rudolf Philippi (geboren am 13. Dezember 1835 in Frankfurt am Main; gestorben am 4. Januar 1903 in Basel) war ein freisinniger Schweizer Politiker. Er war von 1887 bis 1902 Regierungsrat des Kantons Basel-Stadt.

## Leben

### Herkunft und Beruf
Philippi war der Sohn eines Frankfurters, der 1848 nach Basel zog. Er liess sich 1858 nach seiner Heirat mit einer Baslerin einbürgern. Damit war Philippi einer der ersten Katholiken, die das Basler Bürgerrecht erhielten.
Philippi war Kaufmann von Beruf. Gleich nach seiner Einbürgerung 1858 eröffnete er in der Freien Strasse ein Schirmgeschäft. Er gehörte zudem von 1875 bis 1881 dem Zivilgericht und von 1881 bis 1887 dem Appellationsgericht an.

### Politische Laufbahn
Von 1875 bis 1887 war Philippi Mitglied des Grossen Rats, den er 1883 und 1886 präsidierte. Nach dem Rücktritt des freisinnigen Regierungsrates Niklaus Halter 1886 war Philippi als Nachfolger vorgesehen, verlor die Wahl im Grossen Rat aber gegen den konservativen Paul Speiser. Speiser wurde auch von vielen rechtsfreisinnigen Grossräten unterstützt, die ihre Partei im Regierungsrat übervertreten sahen. Als Folge davon lancierten die Freisinnigen eine Verfassungsänderung für die Volkswahl des Regierungsrats, die in der Volksabstimmung 1890 angenommen wurde.
Philippi wurde jedoch nur wenig später, nämlich 1887, noch vom Grossen Rat in den Regierungsrat gewählt. Er übernahm das Departement des Innern. Während seiner Amtszeit entwarf er ein neues Armengesetz, das die Armenfürsorge grösstenteils verstaatlichte. Er arbeitete auch das liberale Bürgerrechtsgesetz von 1902 aus. Das Departement des Innern reorganisierte er. Die von ihm ausgearbeitete Vorlage für eine obligatorische Krankenversicherung scheiterte 1890 in der Volksabstimmung. Philippi präsidierte den Regierungsrat in den Jahren 1890 und 1896.

### Kirchliches Engagement
Philippi war ein Anhänger der freisinnigen Richtung in der Römisch-katholischen Kirche und eine Führungsfigur der Bewegung für eine nationalschweizerische katholische Kirche. In Basel wurde 1872 ein Verein freisinniger Katholiken gegründet, aus dem die lokale christkatholische Kirchgemeinde hervorging. Philippi wurde Präsident des Kirchenvorstands. Von 1879 bis 1984 war er Präsident des Synodalrats und von 1885 bis 1903 Präsident der Nationalsynode der Christkatholischen Kirche der Schweiz.